# Nuria Fernández
Nuría Fernández Domínguez, španska atletinja, * 16. avgust 1976, Luzern, Španija.
Nastopila je na poletnih olimpijskih igrah v letih 2000, 2004 in 2012, vsakič se je uvrstila v polfinale teka na 1500 m. Na evropskih prvenstvih je osvojila zaporedna naslova prvakinje v isti disciplini v letih 2010 in 2012, na evropskih dvoranskih prvenstvih pa srebrno medaljo leta 2011.